# Huber Szebasztián
Huber Szebasztián történész, stratéga 1977-ben született Budapesten. A szentendrei Ferences Gimnáziumban érettségizett, majd az ELTE Bölcsészettudományi Karán szerzett történész-történelemtanári diplomát.
Egyetemi évei alatt építészet- és kultúrtörténeti, kommunikációs és politológiai programokat hallgatott. Részt vett a hallgatói mozgalomban, az ELTE BTK HÖK tagjaként többek között fotópályázatokat és kiállításokat szervezett. A Fesztivál a Határon rendezvénysorozat egyik főszervezője volt, emellett számos kulturális programot és tudományos konferenciát szervezett. Egyetemi évei után a Magyar Országgyűlésben dolgozott, tagja volt a Fővárosi Oktatási és Kulturális Bizottságnak, kurátora a Fővárosi Közoktatás-fejlesztési Közalapítványnak, majd a Szent István Egyetemen dolgozott.
2011 óta a Budapest Közút kommunikációs vezetője.
A Forum Politicum Intézet egyik alapítója és vezetője, elsősorban közéleti és kulturális szervezeteknek dolgoznak.

## Oktatói tevékenysége
A Budapesti Műszaki és Gazdaságtudományi Egyetemen (BME), a Pázmány Péter Katolikus Egyetem Tanárképző Központján, az Antall József Szakkollégiumban, a Kárpát-medencei Nyári Egyetemen és a Nyugdíjas akadémiák tanított.
Rendszeresen szerepel különböző médiumokban, emellett számos publikációja jelent meg a Közpolitika, Valóság, Politikai Elemzések folyóiratokban, illetve nap- és hetilapokban.

## Közéleti pályafutása
Korábban az Ifjúsági Demokrata Fórum (IDF) választmányi elnöke és a Magyar Demokrata Fórum (MDF) Budapesti alelnöke volt, jelenleg az Antall József Baráti Társaság elnökségi tagja.

## Sport
Gimnáziumi évei alatt versenyszerűen sakkozott a MMG AM SE sakkszakosztályában a Budapesti Ifjúsági Csapatbajnokságban játszott, a felnőtt csapat színeiben az NB II-ben is asztalhoz ült.  

## Hobbi
Egyik vezető szerkesztője az ulloi129.hu fradista híroldalnak, amelyett önkéntes munkában készítenek. Ennek ellenére a honlap az egyik legtöbbet kommentelt és legolvasottabb sportmédium, évente átlagosan mintegy 2 millió egyedi látogatóval és napi 2000 kommenttel. A Ferencvárosi Torna Clubért végzett munkája elismeréseként a Rudas Rend tagjává választották, a Fradi volt válogatott labdarúgója, Budapest díszpolgára Rudas Ferenc által alapított mindig 23 tagú rendbe azok kerülhetnek, akik szurkolóként legtöbbet teszik a Fradiért.